# معاهدة الصداقة والعلاقات الاقتصادية والحقوق القنصلية (الولايات المتحدة - إيران)
معاهدة الصداقة والعلاقات الاقتصادية والحقوق القنصلية تم توقيعها بين الولايات المتحدة وإيران في طهران في 15 أغسطس 1955، وحصلت على موافقة مجلس الشيوخ في 11 يوليو 1956  ودخلت حيز التنفيذ في 16 يونيو 1957. تم تسجيل المعاهدة من قبل الولايات المتحدة لدى الأمم المتحدة في 20 ديسمبر 1957. النصوص الرسمية باللغة الإنجليزية والفارسية. تم ختمها من قبل المفوضين سيلدين شابين (الولايات المتحدة) ومصطفى سامي (إيران).

## خلفية
بعد انقلاب 1953 في إيران، بدأت الولايات المتحدة وإيران مفاوضات حول معاهدة الصداقة بينهما. تم الانتهاء من هذه المعاهدة في عام 1955 ووقعها دوايت أيزنهاور وحسين علاء. خلال أزمة الرهائن الإيرانية التي أعقبت الثورة الإيرانية، فرضت الولايات المتحدة عقوبات على إيران التي كانت تنتهك المادة 1 من المعاهدة، لكن إيران لم تتذرع بالمعاهدة. ستستند الولايات المتحدة في النهاية إلى المعاهدة التي تنص على أن إيران قد انتهكت المادة 4، الفقرة 4 من المعاهدة، التي تنص على حماية مواطني أي من البلدين. حكمت محكمة العدل الدولية لصالح الولايات المتحدة. أثناء إسقاط طائرة إير إير 655 ، أقامت إيران دعوى قضائية ضد الولايات المتحدة في محكمة العدل الدولية، حيث تمت تسوية القضية خارج المحكمة. في عام 1992، ردًا على عملية الرامي الرشيق ، ستأخذ إيران الولايات المتحدة مرة أخرى إلى المحكمة. في هذه الحالة، ستحكم محكمة العدل الدولية أنه على الرغم من أن الهجمات على إيران لم تكن مبررة، فإن الولايات المتحدة لم تنتهك المعاهدة.

## محتويات المعاهدة
تتكون المادة الأولى ببساطة من النص: «يجب أن يكون هناك سلام وطيد ودائم وصداقة مخلصة بين الولايات المتحدة الأمريكية وإيران». تنص المادة 2 على حماية وحرية السفر لمواطني أي من الأمة عند زيارة الآخر.
تنص المادة 3 على الاعتراف والوصول إلى أنظمة المحاكم للشركات داخل أي إقليم. تنص المادة 4 على حماية الممتلكات لمواطني وشركات أي من الأمة. تنص المادة 5 على أنه يجوز للمواطنين والشركات شراء أو استئجار العقارات داخل أي من الإقليمين. تضع المادة 6 قواعد للضرائب، بما في ذلك دفع المواطنين والشركات للضرائب، وسيتم وضع خطة لتجنب الازدواج الضريبي.
تنص المادة 7 على أن أيا من الدولتين لن تطبق قيودًا مالية على بعضهما البعض باستثناء ما هو مطلوب «لضمان توفر النقد الأجنبي لمدفوعات السلع والخدمات الضرورية لصحة ورفاهية شعبها» أو وفقًا لما أقره صندوق النقد الدولي. تضع المادة 8 قواعد لاستيراد وتصدير المنتجات بين البلدين. تستمر المادة 9 في هذا الأمر مع قواعد إضافية لاستيراد وتصدير المنتجات بين الأمم. تنص المادة 10 على حرية التجارة والملاحة بين البلدين. تنص المادة 11 على أنه لا يجوز التمييز ضد الشركات العاملة داخل أي إقليم خلال العقد الحكومي بناءً على بلدهم الأصلي.
تسمح المواد 12 و 13 و 14 بتبادل الدبلوماسيين بين الأمم والمعاملة العادلة لهؤلاء الدبلوماسيين. تسمح المادة 15 لكل حكومة بشراء أو استئجار الأراضي داخل حدود الطرف الآخر حسب الحاجة لأي غرض آخر غير الجيش. توضح المادتان 16 و 17 أنه لا يجوز إخضاع الدبلوماسيين للضرائب، إلا إذا كانوا أو كانوا مواطنين من كلا البلدين. تحدد المادة 18 الحصانة الدبلوماسية. المادة 19 تناقش حقوق المواطنين في زيارة قنصليتهم. تحدد المادة 20 المجالات التي لا تنطبق عليها المعاهدة.
تنص المادة 21 على أن أي نزاع يخضع لقرارات محكمة العدل الدولية. تسمي المادة 22 المعاهدات السابقة التي تهدف هذه المعاهدة إلى استبدالها. تعطي المادة 23 جدولًا زمنيًا للتصديق على المعاهدة وتسمح بإلغاءها من قِبل أي من الطرفين بعد 10 سنوات «عن طريق تقديم إشعار كتابي لسنة واحدة».

## نهاية
في مايو 2018، انسحبت الولايات المتحدة من خطة العمل الشاملة المشتركة التي أدت إلى فرض عقوبات على إيران. في 3 أكتوبر 2018، بعد صدور حكم سابق في ذلك اليوم من قبل محكمة العدل الدولية بأن الولايات المتحدة قد انتهكت المعاهدة بفرض عقوبات على إيران، قال وزير خارجية الولايات المتحدة مايك بومبيو إن الولايات المتحدة «تنهي» المعاهدة. قال مايك بومبو إن قرار إنهاء المعاهدة «تأخر 39 عامًا». رداً على ذلك، وصف وزير الخارجية محمد جواد ظريف إدارة ترامب بأنها «نظام خارج عن القانون»، وصرح المرشد الأعلى لإيران علي خامنئي بأنه «يتعين على أمريكا أن تتلقى صفعة أخرى من الشعب الإيراني بهزيمة العقوبات».